# Málagai székesegyház
A málagai székesegyház vagy a A megtestesülésről nevezett Boldog Mária-bazilika (spanyolul: Santa Iglesia Catedral Basílica de la Encarnación) egy római katolikus székesegyház Málagában, Spanyolországban. A katedrális az egykori mór település városfalai helyén található. 1528 és 1782 között épült Diego de Siloe tervei alapján. Az épület reneszánsz stílusban készült.

## Leírás és történelem
Az épület négyszögletes területre épült: egy főhajóból és két oldalhajóból áll. A homlokzat az épület többi részével ellentétben barokk stílusban készült, és két részre van felosztva. Belül márványoszlopok találhatók. A kapuban kőbe vésett medálok vannak, amik Málaga védőszentjeit Szent Cyriacuszt és Szent Paulát jelképezik.
Az északi torony 84 méter magas, amivel Andalúzia második legmagasabb katedrálisa a sevillai Giralda után. A déli tornyot nem fejezték be. Hogy a hatalmas építési költségeket fedezni tudja a Korona, a spanyol örökösödési háború után vámokat és adókat vetettek ki azokra a hajókra, amelyek Málagában kötöttek ki. A 18. században Málaga szerepe az Amerikával folytatott tengeri kereskedelemben fellendült, ennek köszönhetően 1776-ra befejezték a katedrális építését.

## Képek

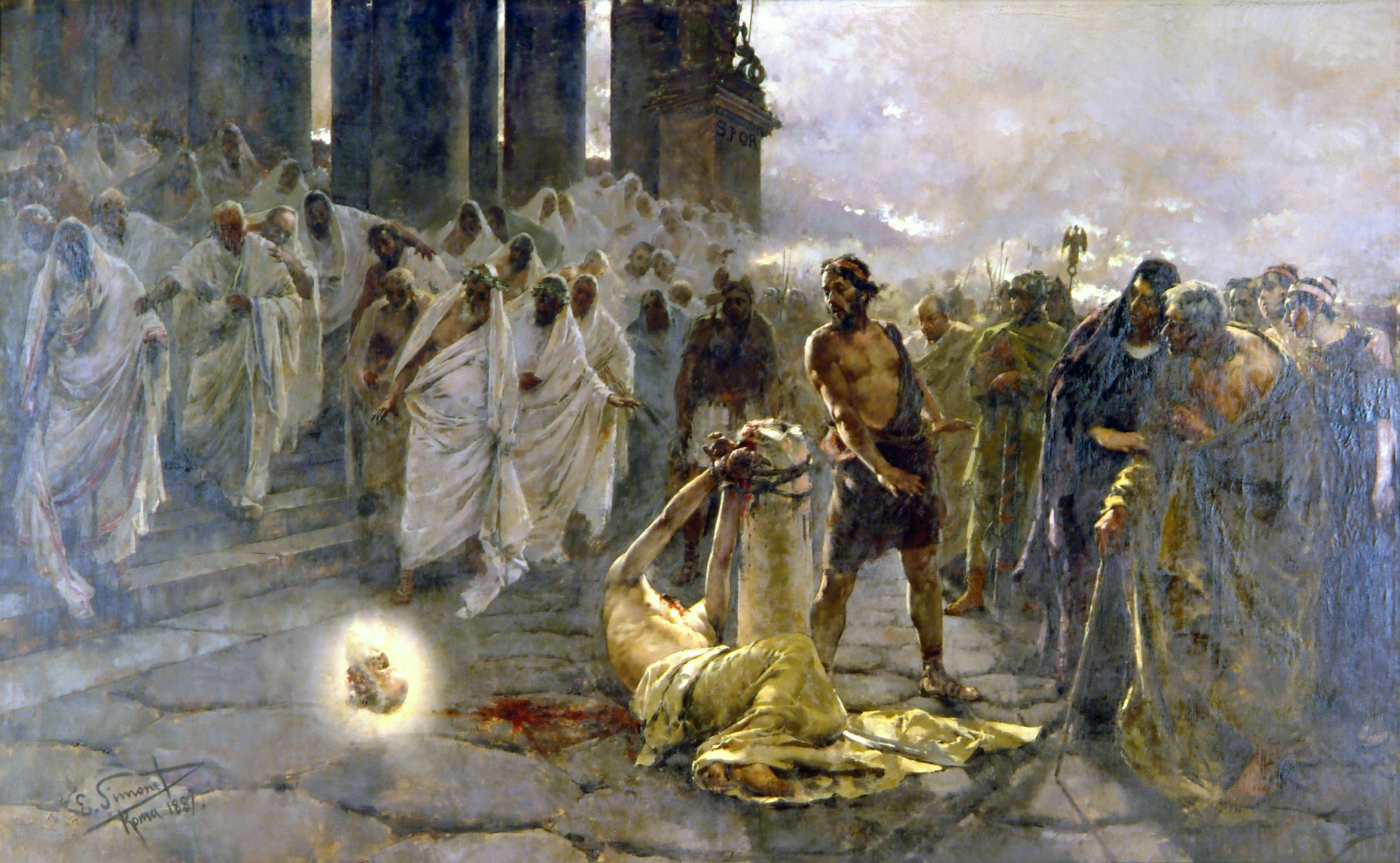
Szent Pál lefejezése, Enrique Simonet festménye 1887-ből
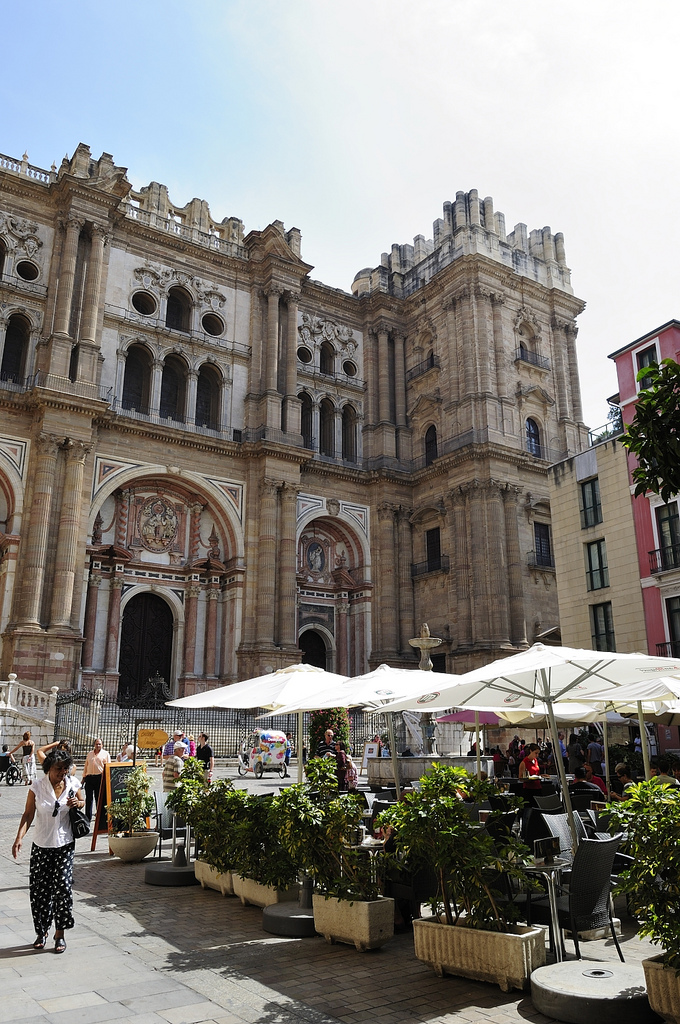
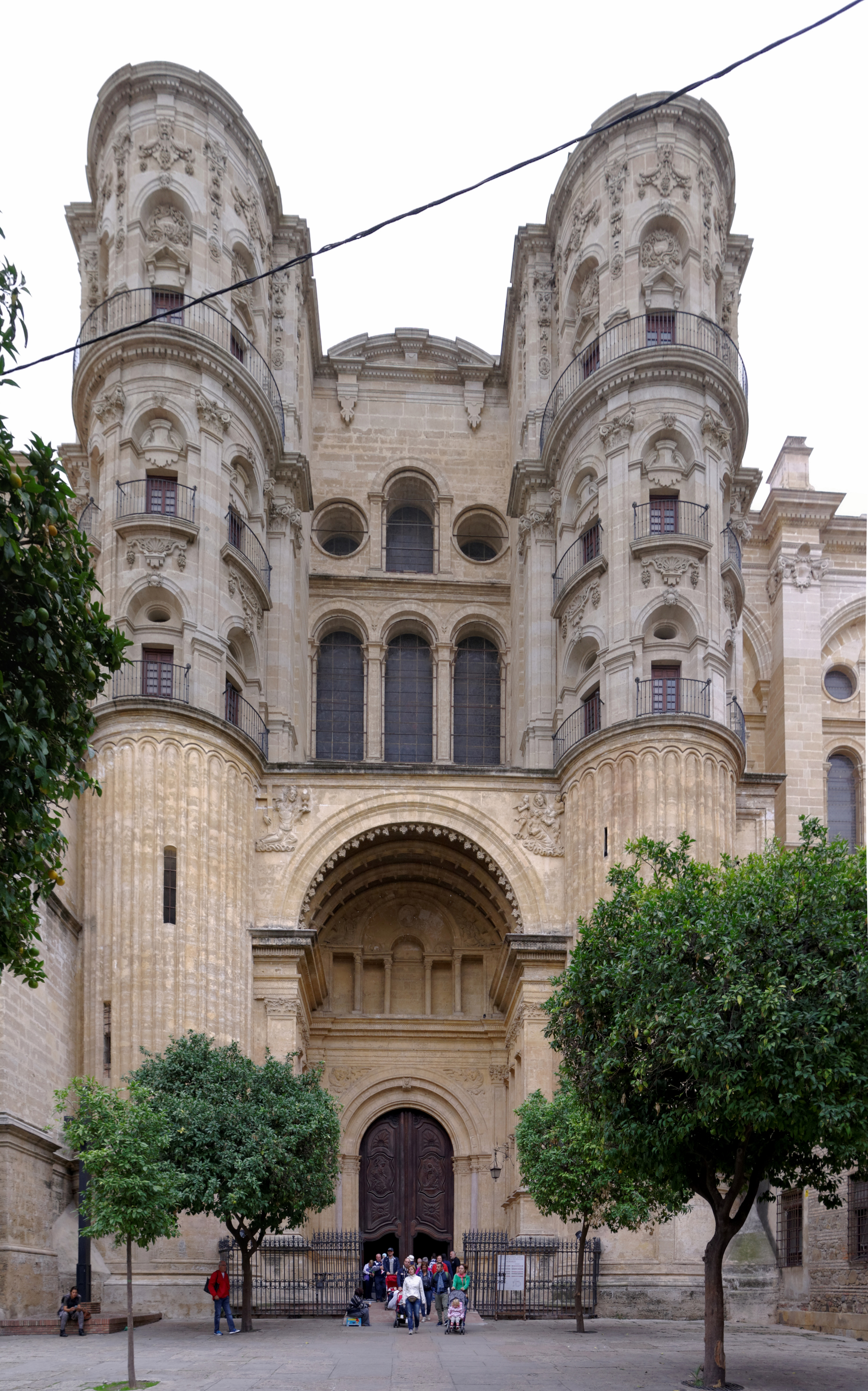
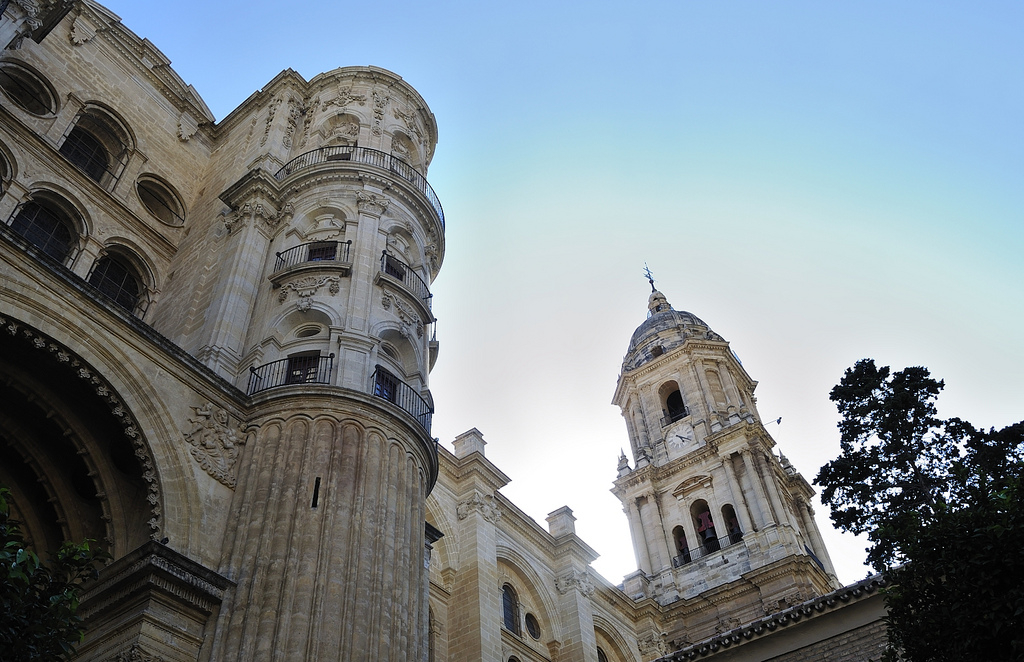
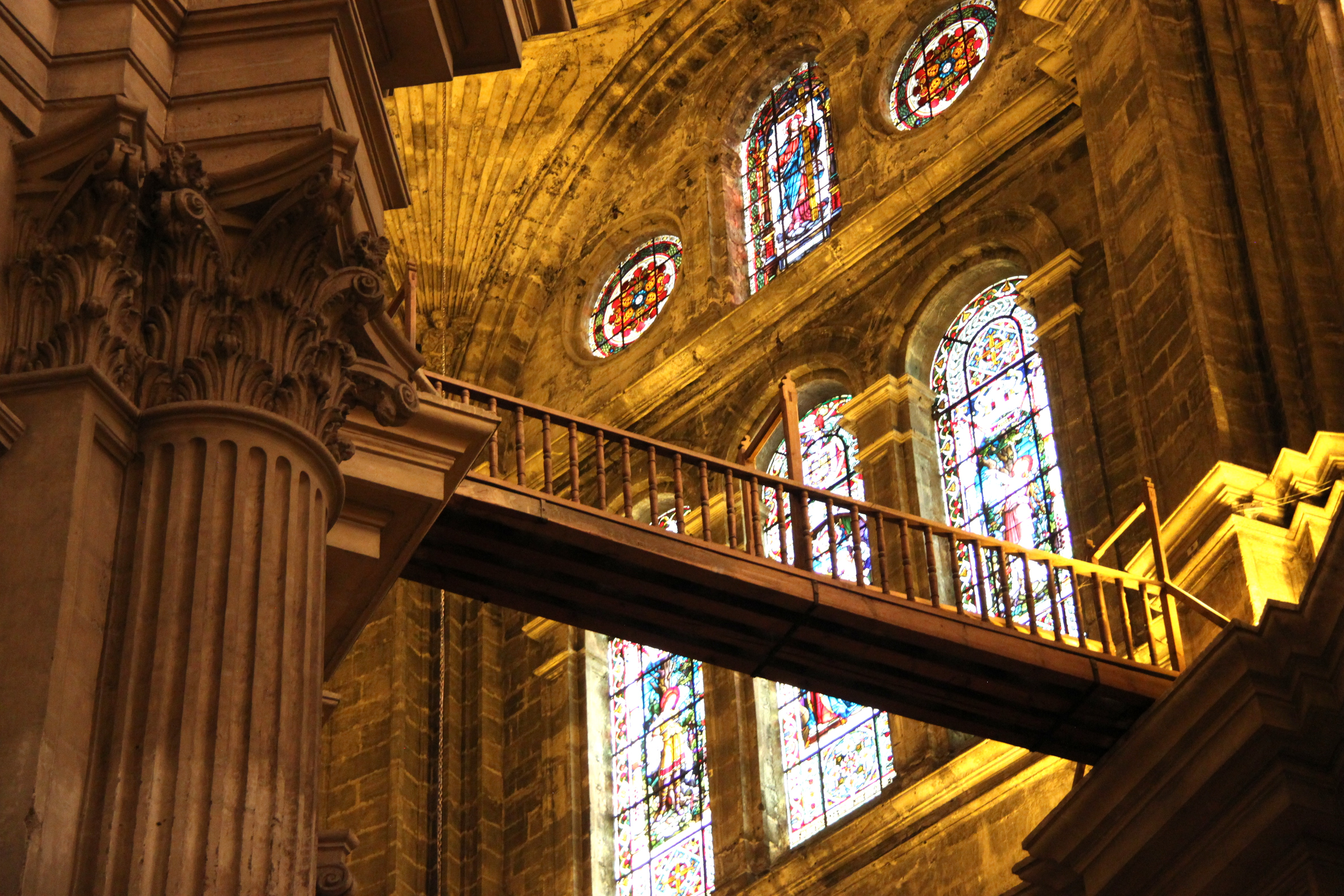
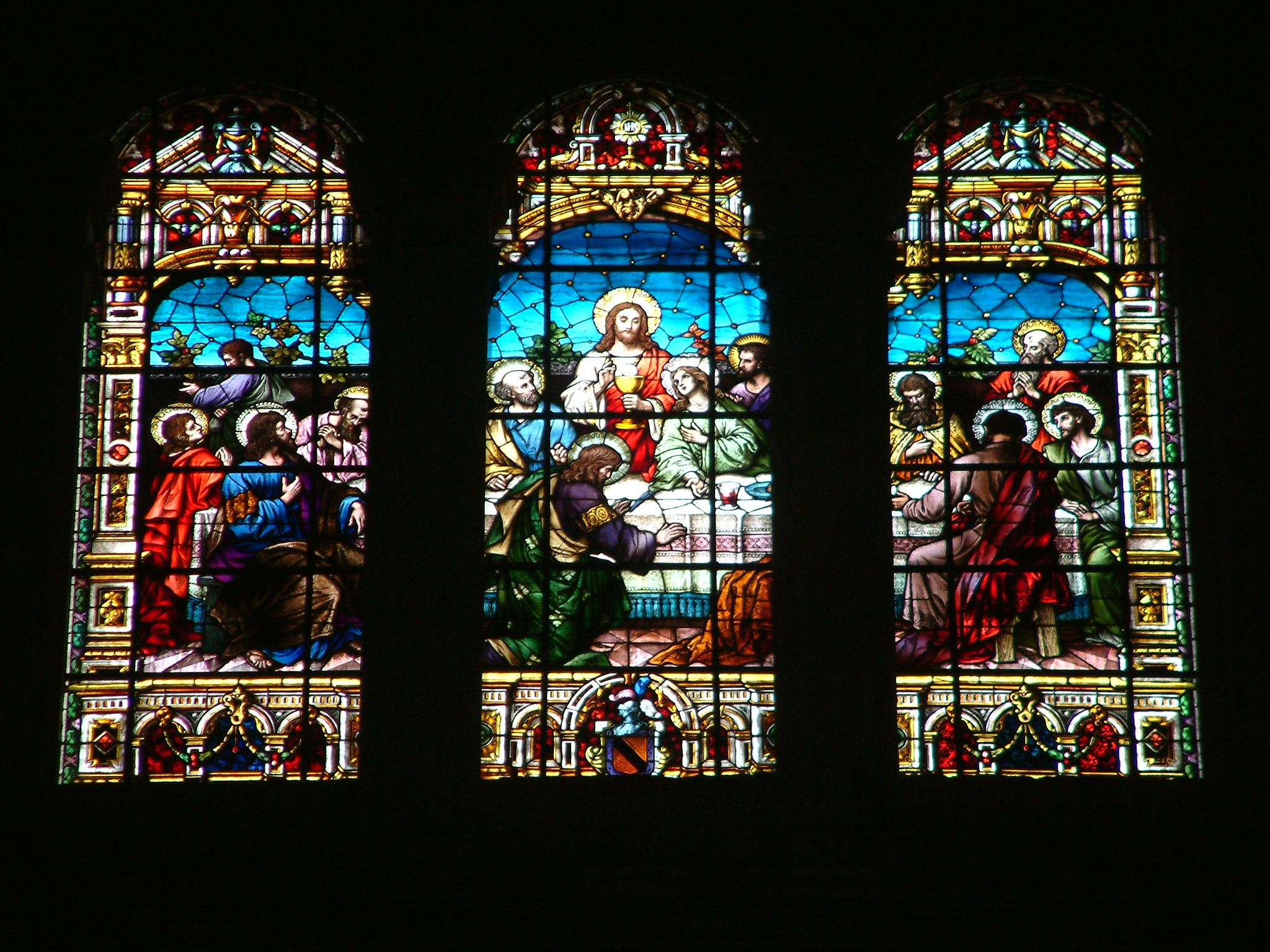
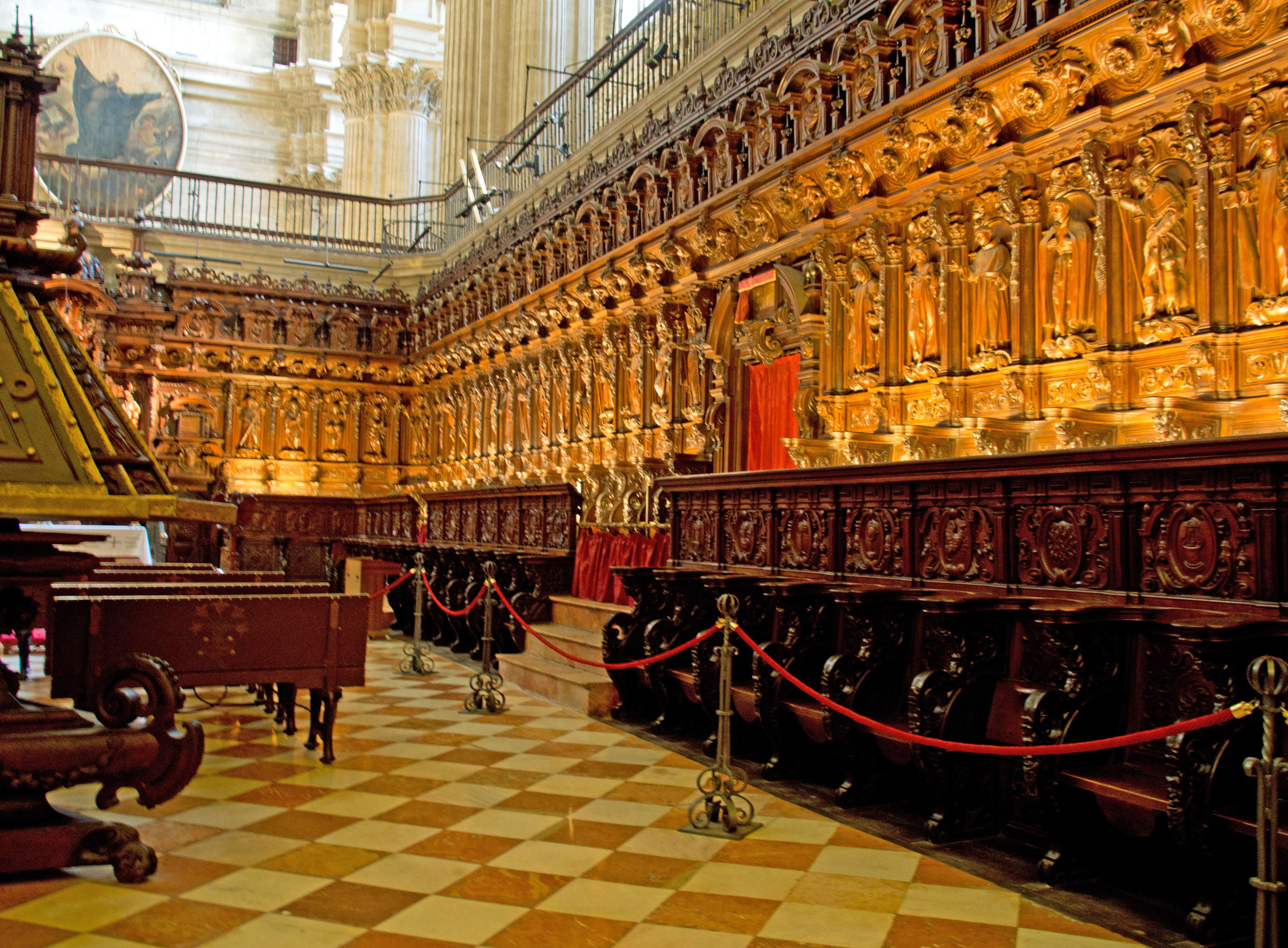
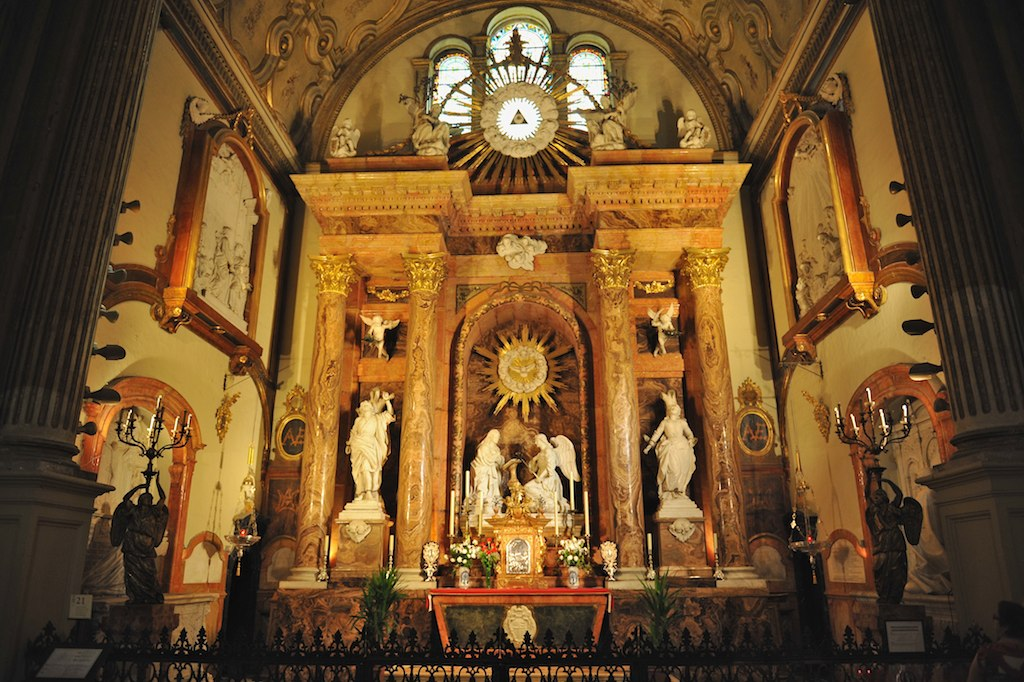